# Kikuchiella gracilis
Kikuchiella gracilis är en insektsart som beskrevs av Kato 1932. Kikuchiella gracilis ingår i släktet Kikuchiella och familjen dvärgstritar. Inga underarter finns listade i Catalogue of Life.